# Pizzoferrato
Pizzoferrato község (comune) Olaszország Abruzzo régiójában, Chieti megyében.

## Fekvése
A megye délnyugati részén fekszik. Határai: Civitaluparella, Gamberale, Montenerodomo, Quadri és Sant’Angelo del Pesco.

## Története
Első írásos említése a 12. századból származik a Catalogus baronumból. A következő századokban nemesi birtok volt. Önállóságát a 19. század elején nyerte el, amikor a Nápolyi Királyságban felszámolták a feudalizmust.

## Népessége
A népesség számának alakulása:

## Főbb látnivalói
- San Nicola-templom
- Madonna del Girone-templom